# Skril
Skril je pogosta metamorfna kamnina, ki nastane z lokalnim preoblikovanjem prvotnega sedimenta - skrilavca iz gline ali vulkanskega pepela. Nastane plastovita struktura, ki se pogosto ne ujema s plastovitostjo izvorne kamnine. Največkrat je sive barve, lahko pa tudi drugih barv, celo na istem nahajališču.
V Sloveniji so nahajališča skrilavca na SV delu Ljubljanske kotline in na obrobju Pohorja. Iz njega se še ponekod izdeljujejo obrezane plošče, s katerimi se prekrivajo strehe cerkva, ponedkod tudi gospodarskih poslopij, kozolcev in kmečkih hiš. Zaradi dolge obstojnosti (do 250 let) je bil med prebivalstvom cenjen, vendar zaradi velike specifične teže zahteva zelo močno strešno konstrukcijo (hrastove lege), zato ga je v novejšem času izpodrinila lažja kritina. Z njim so npr. prekrite cerkve v Slovenskih Konjicah, na Rogli in drugod na Pohorju.
Določeno vlogo je opravil tudi pri opismenjevanju otrok, saj so iz njega izdelovali tudi šolske tablice na katerih so se otroci učili pisati do leta 1949. Takšne tablice so danes na ogled le v šolskem muzeju. Mnogim kmetom v okolici Ljubljane, zlasti v okolici Dolskega, je bil to dodatni vir zaslužka. Debelejši sloji skrilavca so nastali tam, kjer je sedimentna kamnina sestavljena iz zelo majhnih glinenih delcev bila pod velikim pritiskom in se je sprijela v glineni skrilavec.
Na Krasu in ponekod v Istri pokrivajo strehe s ploščami apnenca, ki imajo podobno ime, škrle.